# La Bohème (chanson)
Pour les articles homonymes, voir La Bohème (homonymie).
Clip vidéo
[vidéo] « Charles Aznavour - La Boheme », sur YouTube
[vidéo] « Charles Aznavour - La Boheme - Live Palais Des Congrès de Paris (1994) », sur YouTube
La Bohème est une chanson d'amour française, composée par Charles Aznavour et écrite par Jacques Plante, sur le thème de la vie de bohème, pour l'opérette Monsieur Carnaval de Charles Aznavour de 1965. Ce single extrait de son 17e album La bohème (album) (en) de 1966, est un des nombreux tubes internationaux emblématiques de son important répertoire, de sa carrière, et un des classiques de la chanson française, et des chansons sur Paris. 

## Histoire
Après être devenu à partir des années 1960 une des stars internationales de la chanson française, vers l'âge de 36 ans, avec entre autres tubes inspirés de sa propre vie Je m’voyais déjà (1961), Les Comédiens (1962), Et pourtant (1963), Hier encore (1964), For me formidable  (1964)..., Charles Aznavour connait un nouveau succès mondial avec ce titre La Bohème de 1965.

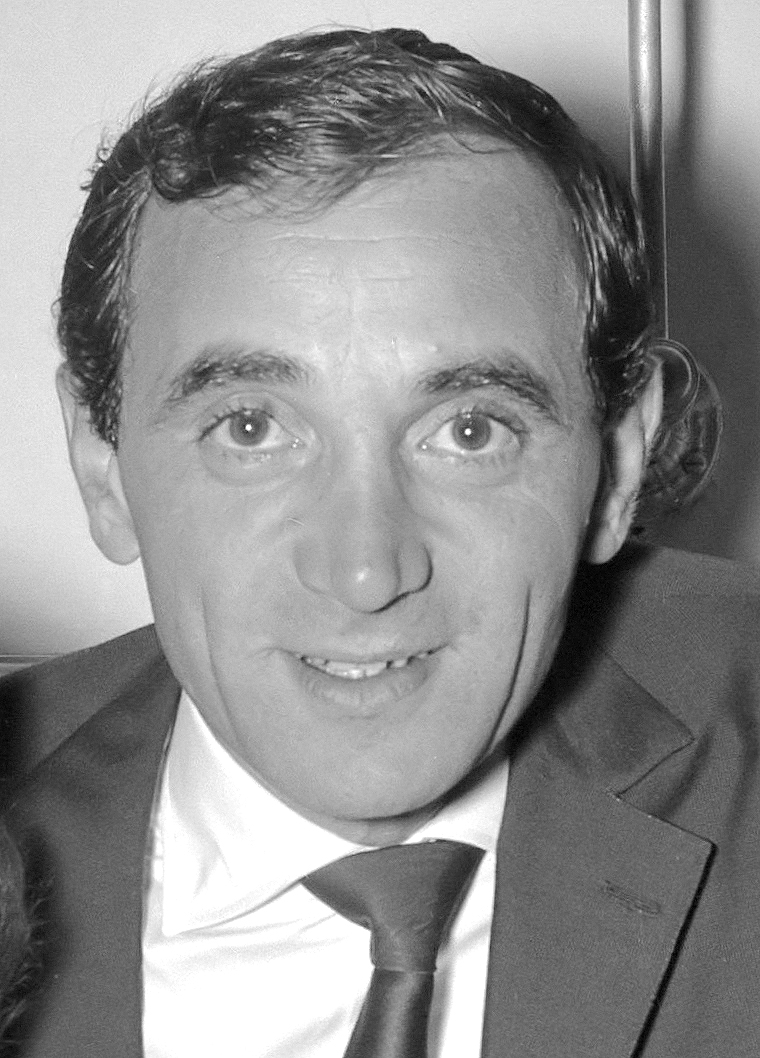
Charles Aznavour en 1961.

À l'image de la chanson Ménilmontant de 1938 de Charles Trenet ou de sa chanson Heureux avec des riens de 1955..., Charles Aznavour raconte les souvenirs nostalgiques de la vie de bohème d'un jeune artiste peintre du quartier parisien de Montmartre (hymne à la jeunesse, inspirée de sa propre vie d'artiste) « Je vous parle d'un temps, que les moins de vingt ans, ne peuvent pas connaître, Montmartre en ce temps-là, accrochait ses lilas, jusque sous nos fenêtres, et si l'humble garni, qui nous servait de nid, ne payait pas de mine, c'est là qu'on s'est connu, moi qui criais famine, et toi qui posais nue..., la bohème, ça voulait dire, on a vingt ans, et nous vivions de l'air du temps, on était jeunes, on était fous... ».
Cette chanson est prévue à l'origine pour être chantée par Georges Guétary dans l'opérette Monsieur Carnaval de Charles Aznavour, créée en 1965 au théâtre du Châtelet de Paris, avec un livret de Frédéric Dard. Charles Aznavour l'enregistre avant la générale de l'opérette, ce qui provoque des querelles médiatiques entre les deux artistes et leurs maisons de disques respectives Barclay et Pathé-Marconi. Le succès des ventes de disques des deux interprètes favorise leur réconciliation avec l'entremise de Frédéric Dard.
Cette chanson (une des plus emblématiques de sa longue carrière), vendue seulement à plus de 200 000 exemplaires en France, connait pourtant un succès international en cinq langues anglais, allemand, italien, espagnol, et portugais.

## Analyse

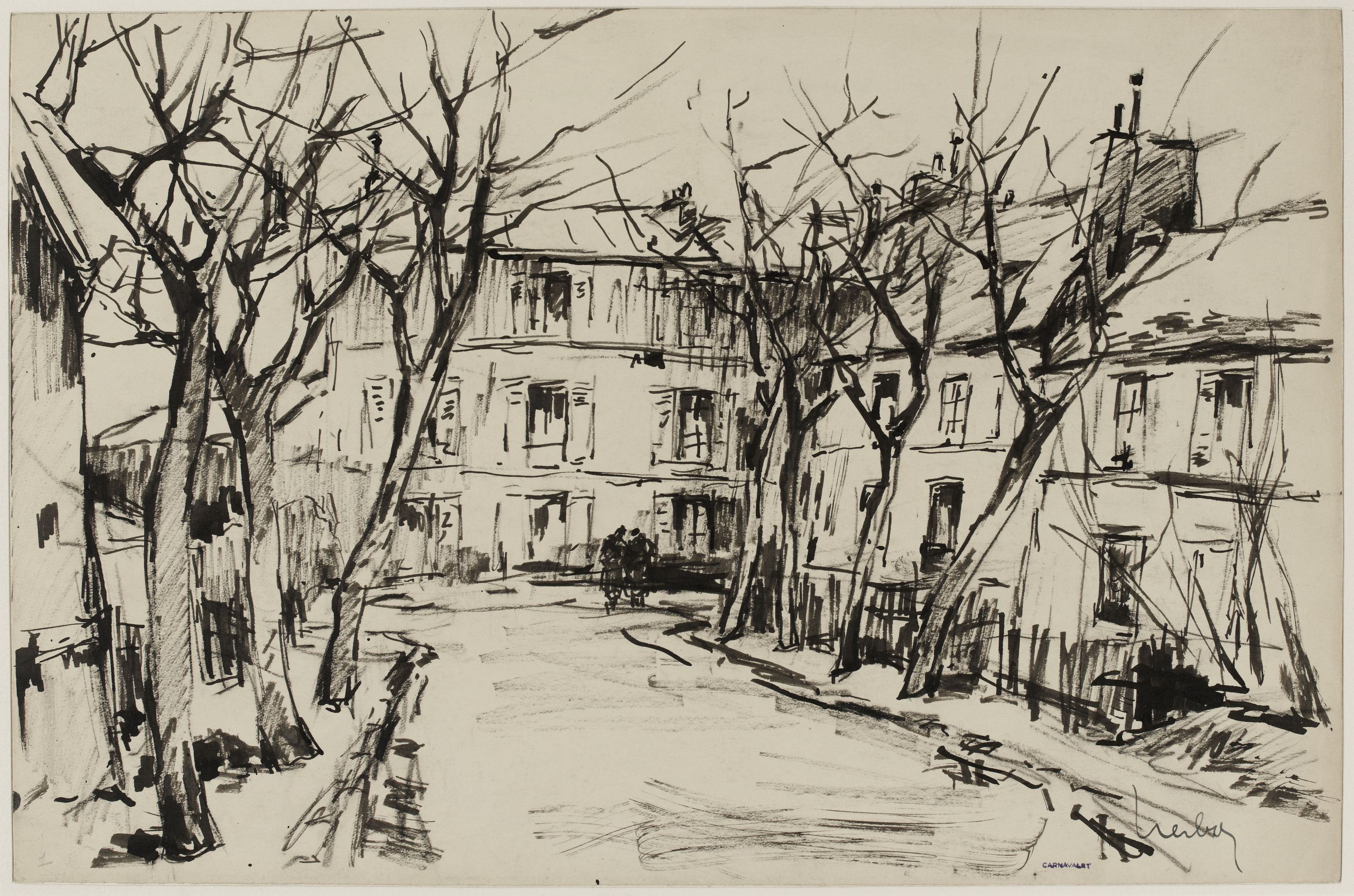
Place du Tertre en 1943

La chanson évoque la nostalgie d’un artiste ayant  connu un Montmartre idyllique mais qui n'existe plus et s'ouvre sur un premier couplet souvent repris pour exprimer le bon vieux temps : « Je vous parle d’un temps que les moins de vingt ans ne peuvent pas connaître » , évoque une période dans la jeunesse probablement du protagoniste de la chanson.
Cette nostalgie d’un lieu disparu transparaît au fil de la chanson, bien plus que l'esprit bohème, lui-même.
Au cours d'une interview, Charles Aznavour explique que « c’est  l’inconscience et la liberté totale, un moment où on peut s’inventer artistiquement, mais aussi se construire par rapport à autrui. C’est ainsi, une chanson qui traite du style de vie de bohème, d’une vie d’artiste insouciante dans la pauvreté. »

## Classements
| Classement                              | Meilleure position |
| --------------------------------------- | ------------------ |
| Belgique (Flandre Ultratop 50 Singles)  | 18                 |
| Belgique (Wallonie Ultratop 50 Singles) | 14                 |
| Brésil                                  | 2                  |
| Espagne                                 | 16                 |
| France (IFOP)                           | 3                  |
| Turquie                                 | 1                  |

## Duos d'Aznavour surLa Bohème
- 1971 : avec Demis Roussos ;
- 1999 : avec Muriel Robin sur l'album des Enfoirés : Dernière Édition avant l'an 2000 ;
- 1999 : avec le groupe Trio Esperança sur l'album Nosso Mundo et sous le titre Uma Bela História, une version en portugais et français ;
- 2008 : avec la chanteuse Concha Buika sur l'album Niña de Fuego et sous le titre La Bohemia, en espagnol[12] ;
- 2008 : avec Josh Groban sur l'album Duos (album de Charles Aznavour), avec une version en français et une en anglais.

## Reprises
- 1979 : par la chanteuse japonaise Hiromi Iwasaki, sur l'album Koibitotachi.
- 1997 : par le groupe Dubstar, face B du Single No More Talk de l'album Goodbye (Dubstar album) (en).
- 1997 : par Doc Gynéco, accompagné de Assia (chanteuse) : la version a été interprétée lors d'une émission télévisée consacrée à Charles Aznavour[13] et figure sur la réédition des vingt ans de l'album Première consultation[14].
- 2009 : par Fabian y su salsa caliente, version salsa.
- 2010 : par l'artiste Nicolas Jaar et utilisée dans nombre de ses sets live[15].
- 2014 : par Kendji Girac sur l’album de reprises Aznavour, sa jeunesse.
- 2018 : par Nara Noïan sur l’E.P. Hommage Aznavour.
- 2019 : par Wafa Ghorbel, après l'avoir adaptée en arabe tunisien[16].
- 2020 : par Dany Brillant, avec son album Dany Brillant chante Aznavour: La Bohème.
- 2022 : Boris Caicedo, version salsa.
- 2022 : LEJ[17]
- 2024 : Armen Dolinyan chante une traduction arménienne de la chanson, Բոհեմ[18].

## Parodie
- 2014, Zerator sort une version parodique sous le titre de La Lèpre[réf. nécessaire][19].
- 2024, Robin Bondon sort une version parodique : Ferrari - Les problèmes[réf. nécessaire][20].

## Cinéma
- 1991: On peut toujours rêver, de Pierre Richard, avec Pierre Richard et Smaïn. Charles de Boysleve, dit l'Empereur, joué par Pierre Richard, chante ce morceau dans le film pour expliquer sa nostalgie d'une époque où il n'était pas encore le grand patron qu'il est aujourd'hui.
- 2015 : Demolition, de Jean-Marc Vallée, avec Jake Gyllenhaal, à la fin du film.[réf. souhaitée]
- 2019 : Play, d'Anthony Marciano.

## Hommage
Depuis mai 2024, un belvédère du 18e arrondissement de Paris dans le quartier de Montmartre porte son nom.